# Childhood's End
Childhood's End är det nionde studioalbumet av det norska black metal-bandet Ulver. (Dessutom har bandet spelat in två soundtrack-album). Albumet som består av covere av 1960-talets psychedelia, utgavs 2012 av skivbolaget Kscope Music.

## Låtförteckning
1. "Bracelets of Fingers" (The Pretty Things) (Dick Taylor, Phil May, Wally Walter) – 4:12
2. "Everybody's Been Burned" (The Byrds)  (David Crosby) – 3:25
3. "The Trap" (Bonniwell's Music Machine) (Sam Bonniwell) – 2:33
4. "In the Past" (We the People) (Wayne Proctor) – 2:54
5. "Today" (Jefferson Airplane) (Marty Balin, Paul Kantner) – 3:20
6. "Can You Travel in the Dark Alone?" (Gandalf) (Peter Sando) – 4:02
7. "I Had Too Much to Dream (Last Night)" (The Electric Prunes) (Annette Tucker, Nancie Mantz) – 2:54
8. "Street Song" (The 13th Floor Elevators) (Stacy Sutherland) – 5:14
9. "66-5-4-3-2-1" (The Troggs) (Reg Presley) – 3:23
10. "Dark Is the Bark" (The Left Banke) (George Cameron, Steve Martin Caro, Tom Finn) – 4:03
11. "Magic Hollow" (The Beau Brummels) (Ron Elliott, Sal Valentino) – 3:15
12. "Soon There'll Be Thunder" (Common People) (Denny, Jerrald Robinett) – 2:27
13. "Velvet Sunsets" (Music Emporium) (William Cosby, Thom Wade) – 2:44
14. "Lament of the Astral Cowboy" (Curt Boettcher) (Curt Boettcher) – 2:14
15. "I Can See the Light" (The Fleur de Lys) (Bryn Haworth, Gordon Haskell) – 3:14
16. "Where Is Yesterday" (The United States of America) (Dorothy Moskowitz, Ed Bogas, Gordon Marron) – 3:58

## Medverkande
Musiker (Ulver-medlemmar)
- Trickster G. (Kristoffer Rygg) – sång, programmering
- Tore Ylwizaker (Tore Ylvisaker) – keyboard, programmering
- Jørn H. Sværen – div. instrument
- Daniel O'Sullivan – gitarr, basgitarr, keyboard

Bidragande musiker
- Tomas Pettersen – trummor (spår 1, 3, 4, 6, 8, 9, 12, 14, 16)
- Ole Aleksander Halstensgård – elektronik (spår 12, 13, 16)
- Trond Mjøen – elgitarr (spår 11, 13), akustisk gitarr, (spår 11)
- Sisi Sumbundu – sång (spår 7)
- Lars Pedersen – trummor (spår 2, 5, 7, 15)
- Lars Christian Folkvord – basgitarr (spår 2)
- Espen Jørgensen – elgitarr (spår 2, 5, 10, 15), akustisk gitarr (spår 5, 10)
- Alexander Kloster-Jensen – gitarreffekter (spår 2), gitarr (spår 16)
- Mats Engen – basgitarr (spår 3–7, 9–11)
- Ingvild Langgård – sång (spår 13)
- Anders Møller – percussion (spår 8, 9, 11)

Produktion
- Ulver – producent
- Anders Møller – ljudmix
- Jaime Gomez Arellano – ljudtekniker, mastering
- Trine Paulsen – omslagskonst
- Kim Sølve – omslagskonst